# Шрёдер (Санта-Катарина)
Шрёдер (порт. Schroeder) — муниципалитет в Бразилии, входит в штат Санта-Катарина. Составная часть мезорегиона Север штата Санта-Катарина. Входит в экономико-статистический микрорегион Жоинвилли. Население составляет 11 779 человек на 2006 год. Занимает площадь 143,818 км². Плотность населения — 81,9 чел./км².

## История
Город основан 3 октября 1964 года.

## Статистика
- Валовой внутренний продукт на 2003 составляет 90.769.295,00 реалов (данные: Бразильский институт географии и статистики).
- Валовой внутренний продукт на душу населения на 2003 составляет 8.585,01 реалов (данные: Бразильский институт географии и статистики).
- Индекс развития человеческого потенциала на 2000 составляет 0,838 (данные: Программа развития ООН).